# ブルーシティー
『ブルーシティー』は、星野之宣による日本のSF漫画作品。星野の「出世作」とも呼ばれる。

## 概要
『週刊少年ジャンプ』（集英社）にて、1976年2号から同年21号まで連載された。全18話。1979年の『週刊少年ジャンプ1/25増刊』（同社）には前日譚となる「海の牙」が掲載され、『週刊ヤングジャンプ』（同社）に続編となる『バトル・ブルー』が1984年10号から同年12号に掲載された。
単行本はジャンプスーパーコミックス（創美社）から全2巻で発売された他、スコラ漫画文庫、MF文庫からも再刊されている。2010年には光文社から、『BLUE CITY CHRONICLE』として雑誌掲載時カラーページや「バトルブルー」を収録したシリーズ完全収録版が販売されている。
2004年2月の『BSマンガ夜話』（NHK-BS2）では本作が採り上げられた。
2010年に発売された光文社版『BLUE CITY CHRONICLE』2巻では、帯で本作を「海洋SF冒険譚の到達点」と呼ぶと共に、『復活の日』（小松左京）、『わが赴くは蒼き大地』（田中光二）といったSF小説の血脈であると呼んでいる。

## あらすじ
プロローグ
太平洋マーシャル諸島の南方、水深200mの海底に先端技術の粋を集めて実験海底都市が建設された。世界中から集った2万人の科学者を市民とする海底都市はブルーシティーと呼ばれる。実験海底都市は人口の急激な増加と地上資源の減少に対応しようとするものであり、現在は必要な物資を地上から補給しているが、いずれは自給自足を実現する計画である。
大惨事の始まり
全世界に広がる惨事は宇宙から始まる。有人宇宙ステーション「ホリゾント」に隕石群が衝突する。ホリゾントは大破し、地上に落下する。大部分の隕石は大気中で燃え尽きたが、ホリゾントに食い込んだ隕石は地上に到達した。そして、感染力、毒性、増殖率が極めて大きい未知の病原体による感染が世界中に広まり、人類は滅亡の危機に瀕する。
シックス・ナイン指令
科学者は、燃え尽きず地表に到達した隕石に含まれていた病原体が世界中に拡散したものと結論づけた。緊急国連総会が開催され、病原体が大気中にあるうちに殲滅させれば、海の生命だけは守られるとして、シックス・ナイン指令が発令される。オゾン層を破壊するため、地上2万mの高空で多数の水素爆弾が爆発する。地表には強い紫外線が降りそそぎ、陸上の全生物は未知の病原体を含めて死滅するが、海の生物は海水が紫外線に対するバリヤとなって守られる。無人探査機は地上の人類が死に絶えていることを確認する。
海魔
ブルーシティーに全長500mもの巨大な生物が近づいてくる。中心部は石灰化しており、その周囲に数兆もの個体が集る群体であると推測される。巨大な生物が衝突すればブルーシティーも損傷を受ける可能性があるため、ロゴス司令官は原子炉と酸素発生システムの水流を停止させて動力音を低減し、海魔をやり過ごそうとする。アテナと令は小型潜水艇に乗り込み、超音波で海魔を誘導して危機を脱する。
生き返った死体
夜間の海上に浮上したプテラスピス号は大気中に病原体が含まれていないことを確認し、乗組員は外に出る。地上では紫外線によってオゾンが生成されており、将来はかつてのようにオゾン層が形成される可能性がある。プテラスピス号は漂流する原子力空母エンタープライズ号を発見し、そこで生き返った複数の死体に襲われ、ジョニーが噛みつかれる。生き返った死体は銃撃によって死ぬが、船縁教授は深刻な事態を懸念する。
体液からの感染
ブルーシティーに戻った全員が病原体感染検査を受けたが、異常はなかった。ジョニーは医療室で意識を回復するが、銃撃で死んだ遺体の検査を進めているシュルツ医師を殺害し、解析中のコンピュータを破壊して火災が発生する。
破壊工作
プテラスピス号はブルーシティーの次世代を担う10人の子どもたちを乗せ、南氷洋におけるオキアミの資源調査に向かう。ジョニーは妊娠している妻のジュンに噛みつき、死ぬのか仲間になるのかとつぶやく。医務室の火災現場でシュルツが書いたと思われる血文字の「G」のメッセージに、ロゴス司令官は青ざめる。自宅を訪ねてきた警備隊をジョニー夫妻は殺傷する。ブルーシティーでは野獣のような集団が市民を襲い出し、彼らは原子炉の破壊に突き進む。制御コンピューターに時限爆弾を仕掛けるものの警備員と職員に阻まれ、死亡する。
ドクター・ジェノサイド
襲撃グループで唯一、生き残ったジュンはロゴス司令官の前で水棲人のように変身し、取り乱したロゴスに射殺される。ロゴスはドクター・ジェノサイドのファイルを持ってこさせる。解剖されたジュンの胎児は完全に水棲人に変身しており、母体はそれに耐えられなかったことが明かされる。また、ドクター・ジェノサイドの細菌兵器は強い紫外線との相乗効果により、一部の人類を水棲人類に変身させたことも明らかにされる。
水棲人類の海底都市
南極では2人の子供が乗った氷山がプテラスピス号から離れていくと同時に、複数の氷山が向かって来る。衝突を回避するためにプテラスピス号は急速潜航するが、そこにドクター・ジェノサイドからの通信が入る。氷山に残された子供は人質となり、プテラスピス号は指示に従い、水棲人類の海底都市に案内される。そこには1万数千人の水棲人類が集結している。南極大陸の内海に浮上したプテラスピス号は、巨大空母群からなる凍結艦隊を見せられる。降伏を拒否したプテラスピス号は、1人の水棲人の誘導で南極から脱出する。
エピローグ
ドクター・ジェノサイドからの通信はブルーシティーにも届く。ロゴス司令官は降伏を拒否し、ドクター・ジェノサイドはブルーシティーに宣戦布告する。ただし、ドクター・ジェノサイドは人質により、水棲人類の海底都市を完成させ、水棲人類をまとめるための時間を要求する。近い将来、人類の未来をかけた闘いの物語が始まるだろう。

## 海の牙
イェルマーク艦長とロゴス司令の出会いを描く『ブルーシティー』の前日譚。1979年の『週刊少年ジャンプ1/25増刊』（集英社）に掲載された。
「海の牙」を表題作とする短編集も発売されている。
あらすじ
ベテランの潜水艦艦長イェルマークの息子は、新型潜水艦アクエリアス号に初任務として乗り込んだが、アクエリアス号は海底で何者かの襲撃を受けて座礁を起こした。
イェルマーク艦長は旧式潜水艦ユーラクロン号でアクエリアス号の救助に向かうが、そこへ「BC計画」の責任者を名乗る車椅子の男・ロゴスが乗り込んでくる。
アクエリアス号を沈めたのは、潜水艦と同等サイズまで巨大に成長したシャコであった。一時はユーラクロン号も巨大シャコに襲われ身動きが取れなくなるが、シャコの本能を利用して撃退に成功、海上へと戻るがユーラクロン号も航海不能と判断され、廃棄された。
ロゴスは自身のBC計画にイェルマークを誘うために声をかけようとするが、息子にもっと海の脅威を教えておけばよかったと悔みながら海面に酒を注ぐイェルマークの姿を見て、声をかけるのを後にした。

## バトル・ブルー
『週刊ヤングジャンプ』（集英社）1984年10号から同年12号に掲載された。掲載時のタイトルは「バトル・ブルー 水先案内編」だったが、後に「バトル・ブルー PILOT」に改題される。
あらすじ
オゾン層破壊から8年後の1997年。ついにドクター・ジェノサイドの凍結艦隊が動き出す。南氷洋で凍結艦隊を見張っていたプテラスピス号は撃沈され、戦いの末にBC（ブルーシティー）も破壊される。
ドクター・ジェノサイドが勝利を確認した時、BCの下から巨大なBBが姿を現す。

## 主な登場人物
船縁令（ふなべり れい）
主人公。
船縁ミカ（ふなべり ミカ）
令の妹。終盤、トムと共にドクター・ジェノサイドに捕らえられ、人質にされる。
「バトルブルー」では美夏表記となっており、トムともども、ドクター・ジェノサイドの元で成長する。
船縁教授
令とミカの祖父。海洋科学の重鎮。
「バトルブルー」では信一郎の名前が付けられており、ブルーシティー計画責任者となっている。
ロゴス
下半身が不自由なブルーシティーの司令。
ドクター・ジェノサイドとは旧知の仲であり、ジェノサイドに未完成の水棲人類化ウイルスを投与され、鱗状の脚となったことから切断を行っている。
杳子（ようこ）
ロゴスの秘書。
イェルマーク
潜水艦プテラスピス号の艦長。ロゴスとは一人息子のボビーを亡くした「海の牙」以来の付き合い。
アテナ
海中特殊作業女性部隊、通称「マーメイド部隊」の一員。
楠籐博士（くすとおはかせ）
ブルーシティーの科学者の1人。海洋生物学の権威。
ドクター・ジェノサイド
ロゴスとは東ドイツの研究所で同僚だった。遺伝子操作を含む生体改造を推し、ロゴスに開発中の水棲人類化ウイルスを投与して失踪する。
その後、ウイルスの改良を続け、紫外線による遺伝子の突然変異までを見込み、ホリゾント墜落に併せてウイルスを散布した張本人。

## 書籍情報
ブルーシティー
ジャンプスーパーコミックス（創美社）
1. 恐怖の隕石群の巻 1976年9月 全国書誌番号:76001582
2. 恐怖の魔手の巻 1976年12月

BLUE CITY
JUMP SUPER ACE（創美社）
- 1988年12月 ISBN 4-420-13706-1

ブルーシティー
スコラ漫画文庫シリーズ
- 1995年7月 ISBN 4-7962-0313-3

ブルーシティー
MF文庫
- 1999年11月 ISBN 4-88991-968-6

BLUE CITY CHRONICLE
光文社コミック叢書
1. 2010年8月 ISBN 978-4-334-90173-8
2. 2010年9月 ISBN 978-4-334-90174-5